# Ernoul Caupain
Ernoul Caupain (fl. XII-XIII secolo) è stato un troviero, probabilmente attivo nella metà del XIII secolo.
Della sua opera poetica sopravvivono due pastorelle, una chanson courtoise e un poema religioso. Gustav Gröber suggerisce che egli fosse stato lo stesso Copin che aveva giudicato un jeu parti tra i membri del circolo letterario che fioriva intorno ad Arras. 
I componimenti poetici di Ernoul hanno strofe relativamente lunghe di undici, dodici o quindici versi. In genere usa ottosillabi mischiati con versi senari o settenari. Le sue melodie sono costruite sulla scala modale autentica di sol con forti centri tonali, scritte nella forma bar. 

## Opere
- De l'amour celi sui espris (canzone religiosa)
- Premier main pensis chevauchai (pastorella)
- Entre Godefroi et Robin (pastorella)
- Quant j'oi chanter ces oiseillons (canzone)